# Crotalaria bogdaniana
Crotalaria bogdaniana är en ärtväxtart som beskrevs av Roger Marcus Polhill. Crotalaria bogdaniana ingår i släktet sunnhampor, och familjen ärtväxter. Inga underarter finns listade i Catalogue of Life.